# Hüllhorst
Hüllhorst [ˈhʏlhɔʁst]  (niederdeutsch: Hüllhuost), amtlich Gemeinde Hüllhorst, bisweilen auch Großgemeinde Hüllhorst, ist eine Gemeinde in Nordrhein-Westfalen, Deutschland und gehört zum Kreis Minden-Lübbecke in Ostwestfalen-Lippe.

## Geografie

### Geografische Lage

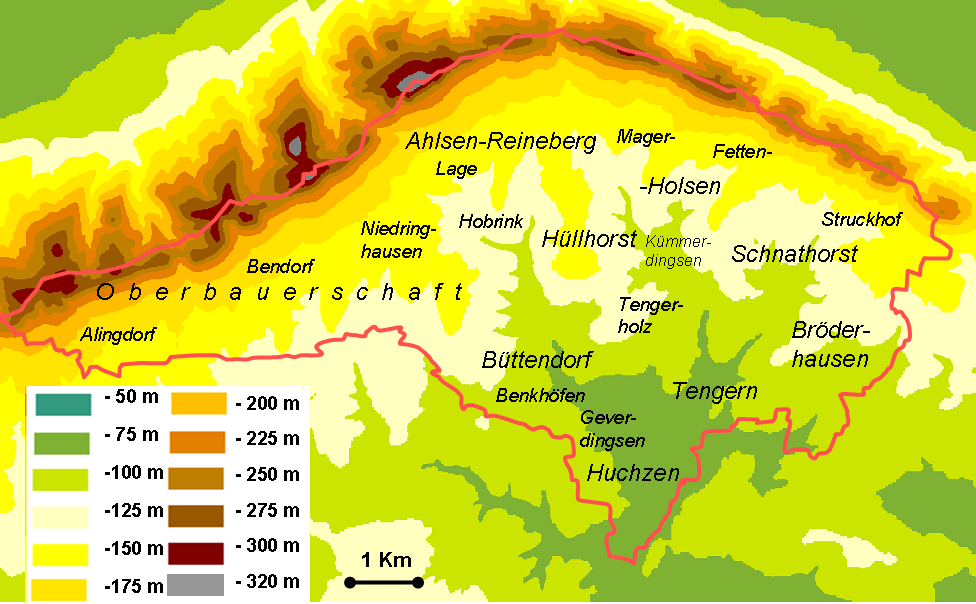
Das Gemeindegebiet fällt allgemein von Norden nach Süden ab

Das Gemeindegebiet liegt im Nordosten Nordrhein-Westfalens, im Süden des ostwestfälischen Kreises Minden-Lübbecke. Naturräumlich liegt die Gemeinde in der Hügellandschaft der Ravensberger Mulde. Das Gemeindegebiet wird im Norden (in gewisser Weise aufgrund des Verlaufes des Höhenzuges von Nordwesten bis Nordosten) vom Wiehengebirge begrenzt, auf dessen Kamm überwiegend die Grenzen zur Stadt Lübbecke, im Westen auch zur Stadt Preußisch Oldendorf, im äußersten Südwesten zur Gemeinde Rödinghausen und ganz im Osten zur Gemeinde Hille verlaufen. Mit dem Heidbrink, 320 m ü. NN, besitzt die Gemeinde Hüllhorst zusammen mit Lübbecke den höchsten Gipfel dieses Gebirges. Der 315 Meter hohe Kniebrink liegt komplett auf Hüllhorster Territorium. Insgesamt gehört jedoch nur ein schmaler, zwischen 200 und 500 Meter breiter Streifen des bewaldeten Wiehengebirges zum Gemeindegebiet, da dieses Gebirge ein typisches Pultschollengebirge ist und sanft nach Norden, jedoch schroff nach Süden abfällt. Bedeutendste Übergange im Wiehengebirge sind die Kahlewart sowie die B239 am Reineberg, die jedoch beide keinen wirklichen einschneidenden Pass im Gebirge darstellen.
Nach Süden und Osten gibt es keine natürlichen Grenzen, das Gemeindegebiet geht geographisch übergangslos in die Nachbargemeinden über. Im Osten gegen Bad Oynhausen verläuft eine markante Hochspannungsleitung, die dann weiter über die Wallücke als künstliches Bauernlineal entlang der Gemeindegrenze verläuft und diese für den Betrachter markiert.
Der überwiegende Teil des Gemeindegebietes ist Teil der Ravensberger Mulde, einer überwiegend hügeligen und zertalten Beckenlandschaft. Zahlreiche von Menschenhand ausgeformte Täler (Sieke) schneiden in die Landschaft teils unvermittelt ein. Ein bekanntes Tal ist das Nachtigallental, das im Grenzgebiet der Ortsteile Büttendorf, Hüllhorst und Oberbauerschaft südlich des kleinen Dorfes Hobrink liegt. Das gesamte Gemeindegebiet fällt nach Süden kontinuierlich ab. Daher wird das Gebiet überwiegend nach Süden zur Werre hin entwässert. Wichtigster Zufluss auf dem Gebiet der Gemeinde sind der Rehmerloh-Mennighüffer Mühlenbach sowie dessen Nebenfluss Tengerner Bach. Im Süden bei Huchzen fällt das Gemeindegebiet bis auf eine Höhe von rund 65 Metern ab.
Die nächstgelegenen Großstädte sind Bielefeld (30 Kilometer südlich) und Osnabrück (50 Kilometer westlich).

### Geologie

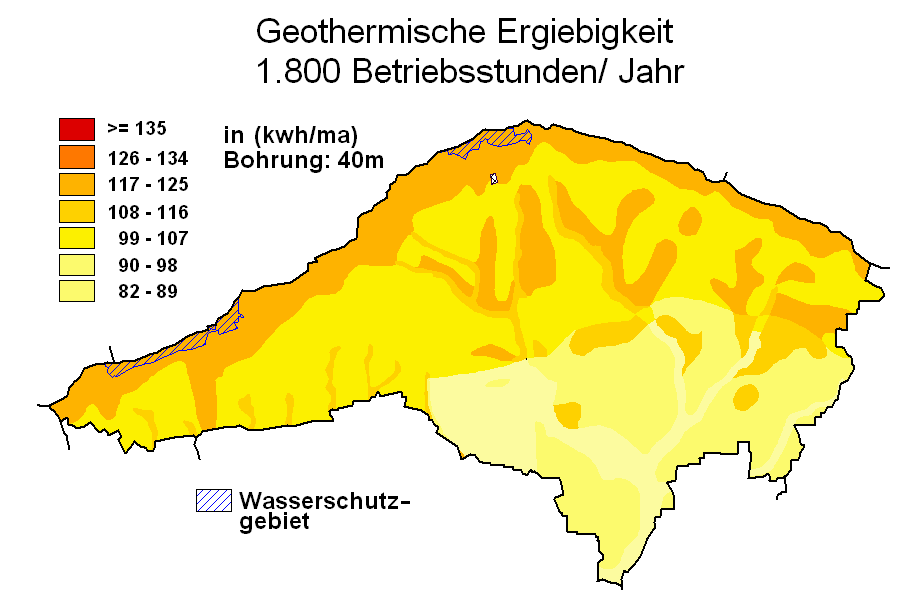
Geothermische Karte von Hüllhorst

Die Ravensberger Mulde besteht ganz überwiegend aus Tonmergel-, Kalk- und Sandsteinen des Erdmittelalters (Trias, Jura und Kreide). Die ein bis zwei Kilometer starken Sedimente wurden im Verlauf der Erdgeschichte herausgehoben und durch gebirgsbildende Vorgänge in Sättel, Mulden, Horste und Gräben zerlegt. In diesem Bruchfaltengebirge sind die früher ungestört übereinander folgenden Gesteinsschichten heute nebeneinander und zum Teil auch in überkippter Lagerung angeordnet. Im tieferen Untergrund sind die Gesteine des Erdaltertums (Devon, Karbon, Perm) anzutreffen.
Aufgrund des komplizierten geologischen Baus der Gemeinde bestehen große qualitative Unterschiede in den Grundwasservorkommen. Aufgrund der Versalzung des tieferen Untergrunds (Steinsalz und Gips) sind viele Wasservorkommen nicht als Trinkwasser nutzbar.
Das Gemeindegebiet besteht großflächig aus fruchtbaren Ackerböden (Parabraunerden), die aus Löß entstanden sind. Vornehmlich durch Verwitterung bildeten sich sandig-lehmige bis lehmig-tonige Braunerden.
Hüllhorst eignet sich von Süden nach Norden zunehmend mittelmäßig bis sehr gut zur Nutzung von geothermischen Wärmequellen mittels Erdwärmesonde und zur Wärmegewinnung durch Wärmepumpenheizungen (vgl. dazu die nebenstehende Karte).

### Ausdehnung und Nutzung des Gemeindegebiets
Die Gemeinde nimmt eine Fläche von 44,73 km² ein. Ihr Gebiet erstreckt sich recht länglich am Wiehengebirge entlang. Die maximale Ost-West-Ausdehnung beträgt etwa 11 km, die größte Nord-Süd-Ausdehnung etwa 5 km.

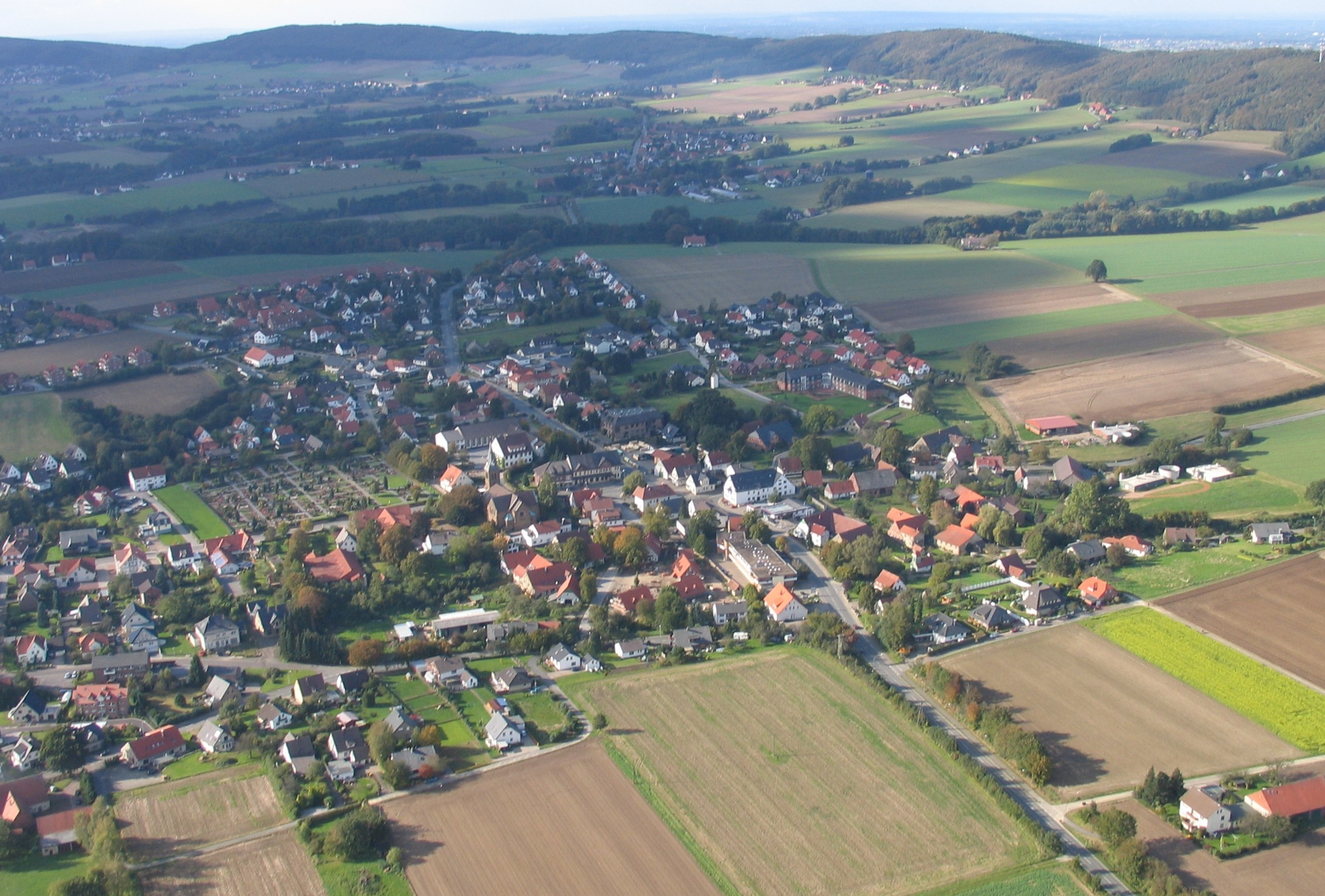
Schnathorst, dahinter Holsen, rechts das Wiehengebirge

Die fruchtbare Lößlandschaft förderte bereits früh eine intensive landwirtschaftliche Nutzung. Wälder gibt es daher nur noch in Restbeständen, vorwiegend in den zahlreichen Tälern, z. B. im Benkhöfer Bruch und im bergigen Wiehengebirge. Im Gegensatz zu den Nadelwäldern des Wiehengebirges handelt es sich bei den Wäldern in den Talungen überwiegend um Laub- und Niederwälder. Von den Einheimischen werden diese auch „Busch“ genannt (z. B. Rehbusch u. a.). In diesen Talungen befindet sich auch der größte Teil des Grünlandes, der meist als Weide genutzt wird und als Siek ausgeprägt ist. Die lößbedeckten Hochflächen werden bis hinauf zum Bergwald des Wiehengebirges genutzt.  Die folgende Tabelle zeigt die genaue Flächennutzung.
| Fläche nach Nutzungsart    | Siedlungs- und Verkehrsfläche | Landwirt- schaftsfläche | Wald- fläche | Sonstige Freiflächen |
| -------------------------- | ----------------------------- | ----------------------- | ------------ | -------------------- |
| Fläche in Hektar           | 872                           | 2.963                   | 581          | 57                   |
| Anteil an der Gesamtfläche | 19,5 %                        | 66,2 %                  | 13,0 %       | 1,2 %                |

### Nachbargemeinden
Die Nachbargemeinden sind im Uhrzeigersinn im Westen beginnend Preußisch Oldendorf, Lübbecke, Hille, Bad Oeynhausen (alle Kreis Minden-Lübbecke), Löhne, Kirchlengern, Bünde und Rödinghausen (alle Kreis Herford).

### Gemeindegliederung

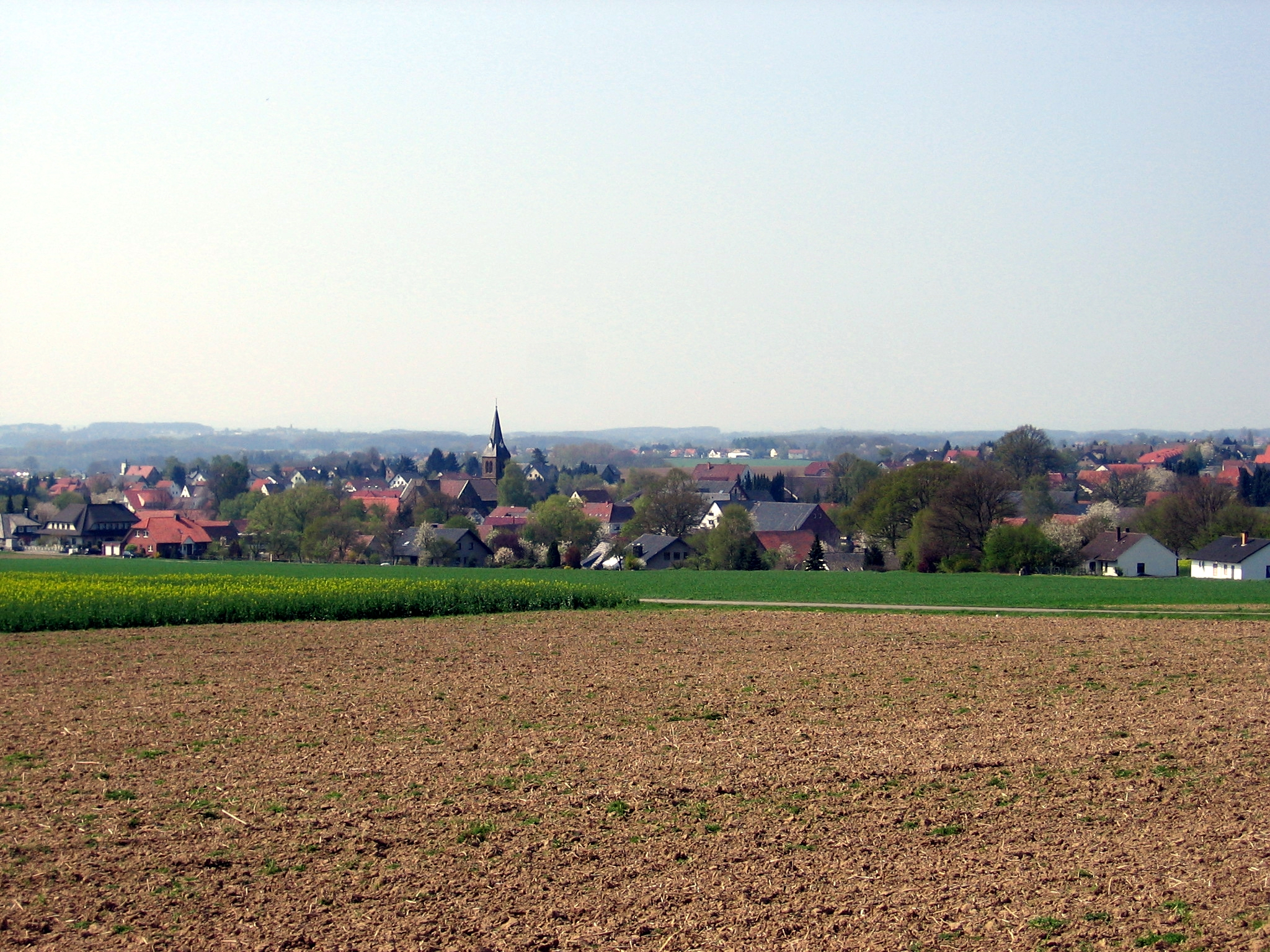
Die Ortschaft Schnathorst vom Wiehengebirge aus

Die Gemeinde Hüllhorst besteht laut Hauptsatzung § 1 aus folgenden Ortschaften:
| Ortschaft        | Einwohner | Die Ortschaften der Gemeinde Hüllhorst |
| ---------------- | --------- | -------------------------------------- |
| Ahlsen-Reineberg | 0928      | Die Ortschaften der Gemeinde Hüllhorst |
| Bröderhausen     | 0662      | Die Ortschaften der Gemeinde Hüllhorst |
| Büttendorf       | 0783      | Die Ortschaften der Gemeinde Hüllhorst |
| Holsen           | 0958      | Die Ortschaften der Gemeinde Hüllhorst |
| Hüllhorst        | 2.799     | Die Ortschaften der Gemeinde Hüllhorst |
| Oberbauerschaft  | 3.051     | Die Ortschaften der Gemeinde Hüllhorst |
| Schnathorst      | 2.735     | Die Ortschaften der Gemeinde Hüllhorst |
| Tengern          | 1.992     | Die Ortschaften der Gemeinde Hüllhorst |

Einwohnerzahlen: Stand 31. Dezember 2022.
Diese Ortschaften entsprechen weitestgehend den ehemals selbstständigen Gemeinden, die 1973 nach dem Bielefeld-Gesetz vom 24. Oktober 1972 zum 1. Januar 1973 zur Gemeinde Hüllhorst zusammengefasst wurden. Nur die ehemals kleinste Gemeinde im Land Nordrhein-Westfalen, Huchzen (45 Einwohner zum 31. Dezember 2006), erhielt keinen Status als Ortschaft, sondern wurde der Ortschaft Tengern zugeordnet.
Die Exklave der ehemaligen Gemeinde Ahlsen-Reineberg, Auf der Lage, fiel an den Ortsteil Hüllhorst.

### Klima
Das Klima in Hüllhorst wird durch die Lage im ozeanisch-kontinentalen Übergangsbereich Mitteleuropas und durch seine Lage in der Ravensberger Mulde bestimmt. Das Gebiet liegt überwiegend im Bereich des subatlantischen Seeklimas, weist aber temporäre kontinentale Einflüsse auf. Die Winter sind unter atlantischem Einfluss meist mild, die Sommer mäßig-warm, die Niederschläge relativ gleichmäßig verteilt. Die Jahresmitteltemperatur liegt bei etwa 8,5 °C, wobei die Höhenlage diese beeinflusst. Die Höhenlagen des Wiehengebirges sind rund 0,5 °C kühler. Die Niederschläge sind maßgeblich durch die geschützte Beckenlage beeinflusst. Der Teutoburger Wald und das Eggegebirge schirmen die Ravensberger Mulde gegen die vom Atlantik kommenden, feuchten Wetterfronten aus Vorzugswindrichtung Süd-West ab. Die mittlere Jahresniederschlagsmenge liegt bei rund 750 mm. Für konkrete monatliche Werte wird insbesondere auf das in vergleichbarer naturräumlicher Lage liegende und benachbarte Rödinghausen verwiesen.

## Geschichte

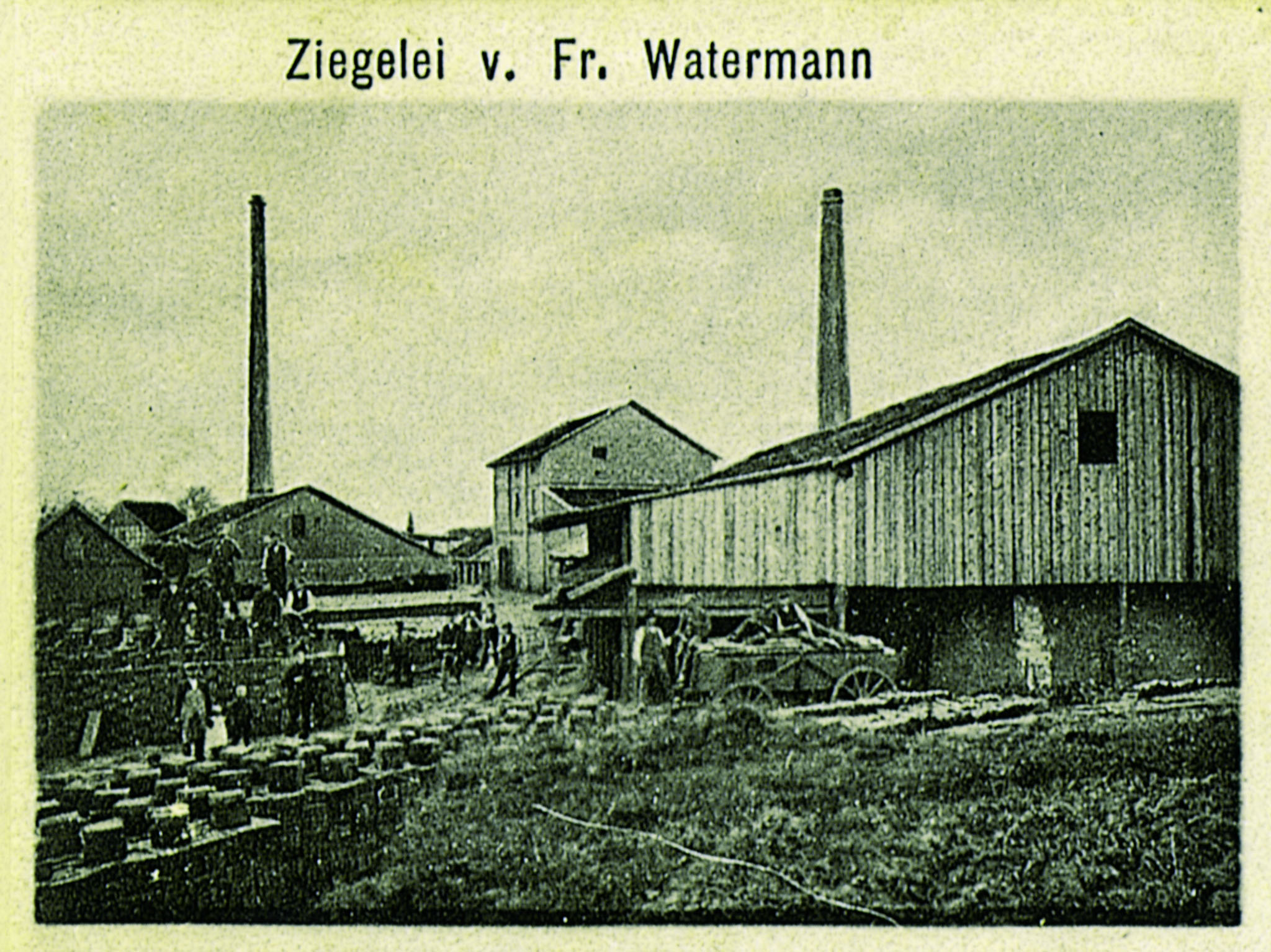
Ziegelei Watermann in Schnathorst um 1900

Die heutige Gemeinde Hüllhorst entstand in einer Gebietsreform nach dem Bielefeld-Gesetz vom 24. Oktober 1972 zum 1. Januar 1973. Die einzelnen Ortsteile sind jedoch bereits länger bezeugt. Die meisten der heutigen Ortschaften werden im 11. und 12. Jahrhundert erstmals erwähnt:
- Ahlsen-Reineberg: 1290 erstmals bezeugt. Die Gründung des Ortsteils der zum Bistum Minden gehörenden Domäne Reineberg und dessen Burg Reineberg geht vermutlich bis auf das Jahr 1220 zurück. Die Burg Reineberg wurde bis vermutlich 1230 fertiggestellt, aber 1723 abgerissen.
- Bröderhausen: Die Ortschaft wurde im Jahre 1250 erstmals urkundlich erwähnt
- Büttendorf: urkundlich erstmals erwähnt im Jahre 1042
- Holsen: im Jahre 1260 erstmals urkundlich erwähnt
- Hüllhorst: erstmals 1290 bezeugt
- Oberbauerschaft: Die Ursprünge gehen zurück auf die erste urkundliche Eintragung der Gemeinde Beendorf aus dem Jahre 1121. Später wurden fünf Ortsteile, darunter auch Beendorf, zusammengelegt, die den Namen Oberbauerschaft erhielten. Oberbauerschaft wird Anfang des 17. Jahrhunderts erstmals urkundlich erwähnt.
- Schnathorst: 1244 erstmals schriftlich erwähnt
- Tengern: erstmals im Jahre 1151 urkundlich erwähnt

An Stelle der abgerissenen Burg Reineberg entwickelte sich eine Siedlung. Das alte Amt Reineberg bestand bis 1807 und gehörte zum preußischen Fürstentum Minden. 1648 ging das Bistum Minden in ein weltliches Fürstentum über und wurde Teil Preußens. Zwischen 1807 und 1813 war das Gebiet de facto französisch. Von 1807 bis 1810 gehörte Hüllhorst zum Kanton Reineberg des napoleonischen Satellitenstaats Königreich Westphalen. Von 1811 bis 1813 gehörte Hüllhorst unmittelbar zu Frankreich und war dort Sitz der Mairie Hüllhorst im Kanton Quernheim des Arrondissements Minden im Departement der Oberen Ems.
Nach dem Ende der Franzosenzeit wurde das Gebiet 1816 zunächst Teil des preußischen Kreis Bünde. Nach dessen Auflösung wurde das Gebiet der heutigen Gemeinde 1832 Teil des Kreises Lübbecke. Die Gemeinden im heutigen Gemeindegebiet waren ab 1843 verwaltungstechnisch im Amt Schnathorst (etwa 1870 umbenannt in Amt Hüllhorst) zusammengefasst. Rechtlich blieben die neun Mitgliedsgemeinden (Huchzen noch selbstständig) selbstständig. Seit der Kommunalreform 1973 gehört die neu gegründete Großgemeinde in den Grenzen des alten Amtes zum Kreis Minden-Lübbecke. Eine Benennung der Gemeinde in Gemeinde Reineberg wurde diskutiert aber abgelehnt.
In früherer Zeit hatte das Gebiet der heutigen Gemeinde Hüllhorst fast ausschließlich bäuerliche Bevölkerung, die im fruchtbaren Ravensberger Hügelland. Als zusätzliche Einnahmequelle entwickelte sich zunächst das Textilhandwerk. In protoindustrialistischer Heimarbeit wurde Flachs zum bekannten Ravensberger Leinen versponnen und verwoben. Mit Aufkommen der mechanischen Webstühle wurde diese Erwerbsform unrentabel. Ab etwa 1860 entwickelte sich im Ravensberger Land und in Hüllhorst eine blühende Zigarrenfabrikation. Diese Industrie erlebte ihren Niedergang in der Nachkriegszeit in Deutschland.

## Namengebung
Die heutige Gemeinde Hüllhorst ist (beinahe) gebietsidentisch mit dem ehemaligen Amt Hüllhorst, das selbst so nach dem Amtssitz in der Ortschaft „Hüllhorst“ benannt war. Allerdings wurde im Vorfeld der Gebietsreform 1973 und der Gründung der neuen Großgemeinde länger verhandelt. Zur Diskussion standen mehrere Alternativvorschläge, z. B. Gemeinde Reineberg oder Wiehengemeinde. Daneben forderten die beiden etwa gleich großen, eine gewisse zentralörtliche Bedeutung besitzenden und bis in die Gegenwart um Geltung heischenden Kirchdörfer „Schnathorst“ und „Hüllhorst“ das alleinige Recht, die neue Gemeinde nach ihrem Dorf zu benennen. (In der Tat hieß in historischer Zeit das Amt Hüllhorst auch einmal Amt Schnathorst, das Amt wurde 1843 unter dem Namen Amt Schnathorst gegründet.) und erst zwischen 1866 und 1871 in Amt Hüllhorst umbenannt. Von den jeweils peripher gelegenen Gemeinden „Bröderhausen“ und „Oberbauerschaft“ wurde die Wortneuschöpfung „Oberhausen“ ins Gespräch gebracht. Ein weiterer, vermutlich nur scherzhaft gemeinter, in den lokalen Printmedien transportierter Vorschlag „Oberbützenhausen“ hätte die die Gemeinden „Oberbauerschaft“, „Büttendorf“, „Huchzen“ und „Bröderhausen“ berücksichtigt.
Schließlich einigte man sich auf den Namen „Hüllhorst“ als Kompromiss in der Weise, dass die erste Silbe von Hüllhorst und die zweite Silbe von Schnathorst zusammengeführt wurden.

### Religion

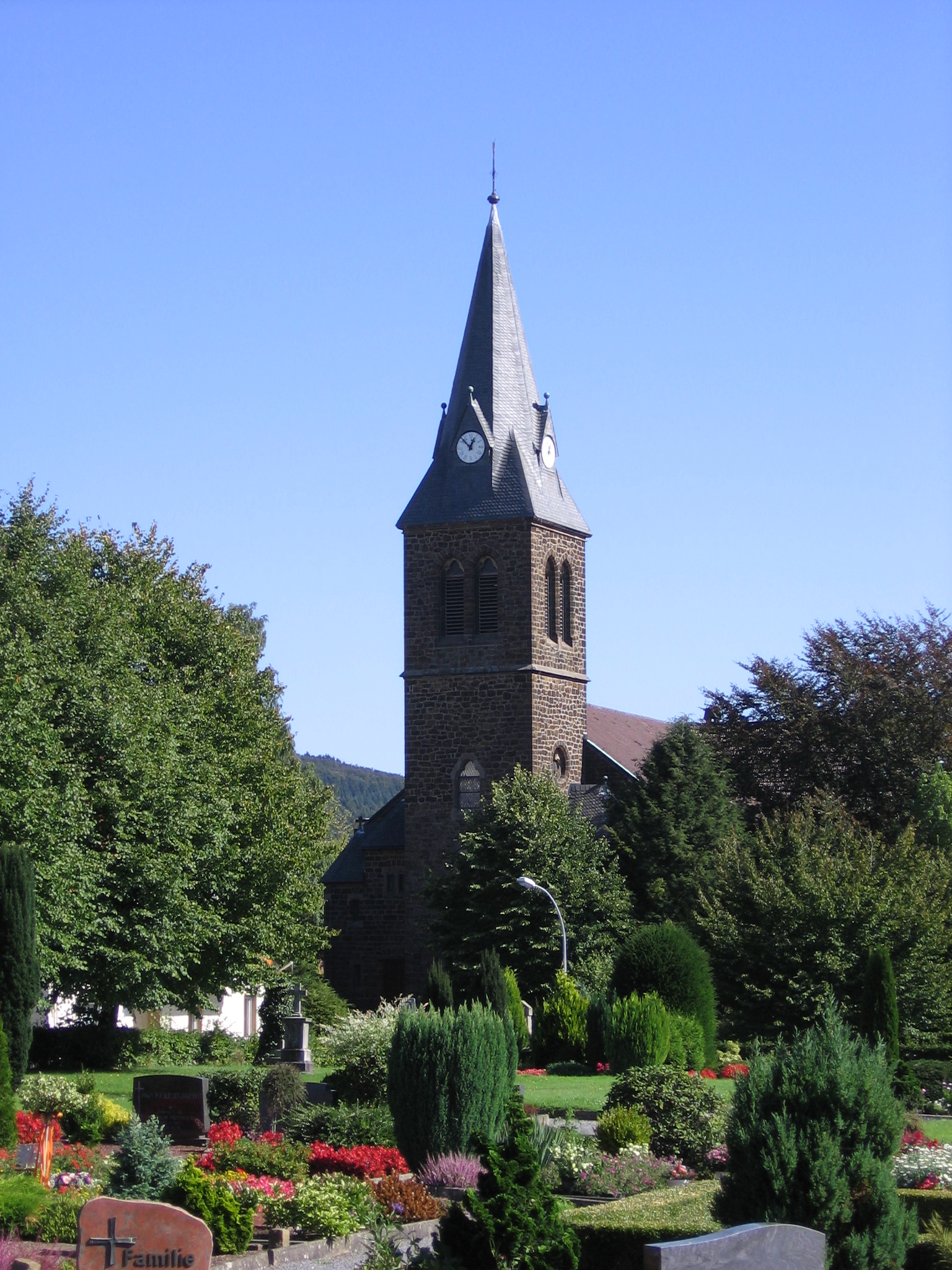
Kirche Schnathorst

Spätestens nach der Säkularisation des Hochstifts Minden und der gleichzeitig beginnende Zugehörigkeit zum protestantischen Preußen ab dem 17. Jahrhundert ist das Gebiet ganz überwiegend evangelisch-lutherisch. In Schnathorst, Oberbauerschaft und Hüllhorst gibt es jeweils eine eigene Kirchengemeinde. Die Ursprünge der Hüllhorster Kirche (Andreaskirche) gehen zurück in das Jahr 1510. Im Umfeld der Kirche wird ein noch älteres Messbuch aus dem Jahre 1310 erwähnt, so dass die Kirchengemeinde Hüllhorst 1960 ihr 650-jähriges Bestehen feierte. Außerdem gibt es in Oberbauerschaft eine Baptisten-Brüdergemeinde.
Ein Indiz für die Verteilung kann die Angabe der konfessionellen Zugehörigkeit der Hüllhorster Schüler sein. Demnach sind rund 70 Prozent der Schüler evangelisch, jeweils vier Prozent katholisch und islamisch. 16 Prozent geben an, einer sonstigen Konfession anzugehören, und sechs Prozent rechnen sich keiner Konfession zu.

### Eingemeindungen
Die heutige Gemeinde Hüllhorst entstand in einer Gebietsreform nach dem Bielefeld-Gesetz vom 24. Oktober 1972 am 1. Januar 1973. Dazu wurden die Gemeinden des Amtes Hüllhorst zusammengefasst. Sieben der heutigen acht Ortschaften waren davor eigenständige Gemeinden. Tengern wurden später um das ehemals selbstständige Huchzen vergrößert, das kein offizieller Ortsteil der Gemeinde Hüllhorst mehr ist.

### Einwohnerentwicklung
Die folgende Übersicht zeigt die Einwohnerzahlen der Gemeinde Hüllhorst nach dem jeweiligen Gebietsstand, bei einigen Zahlen zusätzlich nach heutigem Gebietsstand. Bei den Zahlen handelt es sich von 1818 bis 1970 und für 1987 um Volkszählungsergebnisse und ab 1975 um amtliche Fortschreibungen des Landesamtes für Datenverarbeitung und Statistik. Die Zahlen von 1975 bis 1985 sind geschätzte Werte, die Zahlen ab 1990 Fortschreibungen auf Basis der Ergebnisse der Volkszählung von 1987. Die Angaben beziehen sich ab 1871 sowie für 1946 auf die Ortsanwesende Bevölkerung, ab 1925 auf die Wohnbevölkerung und ab 1985 auf die Bevölkerung am Ort der Hauptwohnung. Vor 1871 wurden die Einwohnerzahlen nach uneinheitlichen Erhebungsverfahren ermittelt.
Hüllhorst nach dem damaligen Gebietsstand
| Jahr            | Einwohner |
| --------------- | --------- |
| 1818 (31. Dez.) | 476       |
| 1834 (3. Dez.)  | 652       |
| 1837 (3. Dez.)  | 676       |
| 1843 (3. Dez.)  | 719       |
| 1849 (3. Dez.)  | 694       |
| 1852 (3. Dez.)  | 682       |
| 1858 (3. Dez.)  | 688       |
| 1867 (3. Dez.)  | 699       |
| 1871 (1. Dez.)  | 721       |
| 1885 (1. Dez.)  | 721       |
| 1895 (1. Dez.)  | 811       |

| Jahr            | Einwohner |
| --------------- | --------- |
| 1905 (1. Dez.)  | 1.006     |
| 1925 (16. Juni) | 1.109     |
| 1933 (16. Juni) | 1.164     |
| 1939 (17. Mai)  | 1.178     |
| 1946 (29. Okt.) | 1.378     |
| 1939 (17. Mai)  | 1.178     |
| 1950 (13. Sep.) | 1.515     |
| 1961 (6. Juni)  | 1.468     |
| 1970 (27. Mai)  | 1.760     |
| 1972 (31. Dez.) | 1.846     |

Einwohnerentwicklung von Hüllhorst von 1818 bis 2018 nach nebenstehenden Tabellen

Hüllhorst nach dem heutigen Gebietsstand
| Jahr            | Einwohner |
| --------------- | --------- |
| 1939 (17. Mai)  | 07.900    |
| 1950 (13. Sep.) | 09.818    |
| 1961 (6. Juni)  | 10.105    |
| 1970 (27. Mai)  | 11.128    |
| 1972 (31. Dez.) | 11.372    |
| 1974 (30. Juni) | 11.268    |
| 1975 (31. Dez.) | 11.154    |
| 1980 (31. Dez.) | 11.036    |
| 1985 (31. Dez.) | 10.953    |
| 1987 (25. Mai)  | 11.093    |

| Jahr            | Einwohner |
| --------------- | --------- |
| 1990 (31. Dez.) | 11.747    |
| 1995 (31. Dez.) | 12.657    |
| 2000 (31. Dez.) | 13.603    |
| 2005 (31. Dez.) | 13.655    |
| 2007 (31. Dez.) | 13.562    |
| 2012 (31. Dez.) | 13.106    |
| 2016 (31. Dez.) | 13.078    |
| 2017 (31. Dez.) | 12.995    |
| 2018 (31. Dez.) | 13.026    |

Gemeinden des Amtes Hüllhorst (entspricht etwa dem heutigen Gebietsstand)
| Jahr            | Einwohner |
| --------------- | --------- |
| 1885 (1. Dez.)  | 4.790     |
| 1925 (16. Juni) | 7.187     |
| 1933 (16. Juni) | 7.664     |

| Jahr            | Einwohner |
| --------------- | --------- |
| 1961 (6. Juni)  | 10.083    |
| 1970 (27. Mai)  | 11.095    |
| 1972 (31. Dez.) | 11.349    |

## Politik

### Gemeinderat
Der Gemeinderat von Hüllhorst hat derzeit 32 Sitze. Hinzu kommt der Bürgermeister als Ratsvorsitzender. Die folgende Tabelle zeigt die Kommunalwahlergebnisse seit 1975:
| [ 18 ] [ 19 ]   | 2020  | 2020  | 2014  | 2014 | 2009  | 2009  | 2004  | 2004  | 1999  | 1999  | 1994  | 1994  | 1989  | 1989  | 1984  | 1984  | 1979  | 1979  | 1975  | 1975  |
| Partei          | Sitze | %     | Sitze | %    | Sitze | %     | Sitze | %     | Sitze | %     | Sitze | %     | Sitze | %     | Sitze | %     | Sitze | %     | Sitze | %     |
| --------------- | ----- | ----- | ----- | ---- | ----- | ----- | ----- | ----- | ----- | ----- | ----- | ----- | ----- | ----- | ----- | ----- | ----- | ----- | ----- | ----- |
| CDU             | 14    | 42,95 | 14    | 44,3 | 15    | 45,45 | 15    | 48,81 | 16    | 48,67 | 14    | 40,59 | 13    | 35,74 | 14    | 41,33 | 15    | 44,57 | n/v   | 44,69 |
| SPD             | 10    | 29,80 | 14    | 42,1 | 13    | 40,85 | 13    | 40,30 | 14    | 43,09 | 16    | 47,36 | 18    | 51,69 | 17    | 47,27 | 16    | 47,62 | n/v   | 43,87 |
| Grüne           | 04    | 12,56 | 03    | 09,7 | 02    | 07,64 | 02    | 05,24 | 01    | 03,48 | 02    | 06,54 | 0     | 04,85 | 02    | 06,56 | −     | −     | −     | –     |
| FDP             | 01    | 02,90 | 01    | 03,9 | 02    | 06,06 | 02    | 05,65 | 01    | 04,76 | 01    | 05,51 | 02    | 07,72 | 0     | 04,83 | 02    | 07,82 | n/v   | 06,06 |
| FWG UHu1        | 02    | 06,68 | 0–    | 0–   | 0–    | 0–    | 0–    | 0–    | 0–    | 0–    | 0–    | 0–    | 0–    | 0–    | 0–    | 0–    | 0–    | 0–    | 0–    | 0–    |
| AfD             | 01    | 04,68 | 0–    | 0–   | 0–    | 0–    | 0–    | 0–    | 0–    | 0–    | 0–    | 0–    | 0–    | 0–    | 0–    | 0–    | 0–    | 0–    | 0–    | 0–    |
| Sonstige        | 0–    | 0–    | 0–    | 0–   | 0−    | 0−    | 0−    | 0−    | 0−    | 0−    | 0−    | 0−    | 0−    | 0−    | 0−    | 0−    | 0−    | 0−    | n/v   | 5,38  |
| Gesamt2         | 32    | 100   | 32    | 100  | 32    | 100   | 32    | 100   | 32    | 100   | 33    | 100   | 33    | 100   | 33    | 100   | 33    | 100   | n/v   | 100   |
| Wahlbeteiligung | 62,28 | 62,28 | 55,1  | 55,1 | 62,68 | 62,68 | 66,60 | 66,60 | 64,83 | 64,83 | 84,81 | 84,81 | 76,26 | 76,26 | 77,85 | 77,85 | 80,47 | 80,47 | 89,42 | 89,42 |

1FWH UHu: Freie Wählergemeinschaft UHu 2ohne Berücksichtigung von Rundungsdifferenzen

### Bürgermeister
2020 wurde Michael Kasche (CDU) in der Stichwahl mit 58,23 % der Stimmen zum Bürgermeister gewählt. Sein Vorgänger Bernd Rührup (SPD) erhielt 41,77 % der Stimmen.
Weitere Vorgänger im Bürgermeisteramt waren (unvollständige Liste):
- Friedhelm Kleine (CDU)
- Karl Schwarze (SPD) (1984–1999)[22]
- Wilhelm Henke (SPD) (1999–2015)[23]
- Bernd Rührup (SPD) (2015–2020)[24]

### Wappen
Der Regierungspräsident hat der Gemeinde am 15. Oktober 1973 das Recht zur Führung eines Wappens verliehen. Das Wappen ist laut Hauptsatzung § 2 von Gold (Gelb) und Rot geteilt. Das Wappen zeigt oben freischwebend eine rote zweitürmige gezinnte Burg, unten ein von vier goldenen (gelben) Kugeln bewinkeltes liegendes Balkenkreuz. Das Gemeindewappen entspricht damit dem Amtswappen des Amtes Hüllhorst von 1938. Die Burg im Wappen erinnert an die ehemals im nördlichen Teil des Gemeindegebietes gelegene alte Mindener Amtsburg Reineberg, die im 17. Jahrhundert abgerissen wurde. Der untere Teil stellt das Wappen der Familie von Schloen genannt Tribbe dar. Diese Familie war seit dem 14. Jahrhundert auf Gut Husen ansässig.
Die Flagge der Gemeinde ist rot-gelb quergestreift und zeigt zusätzlich das von der Mitte nach vorn verschobene Gemeindewappen.

### Städtepartnerschaften
Seit 1979 besteht eine Partnerschaft mit der Gemeinde Ingelmunster (Belgien). Im jährlichen Wechsel treffen sich die Gemeinden zu kulturellen und sportlichen Veranstaltungen in der jeweiligen Partnergemeinde.

## Kultur

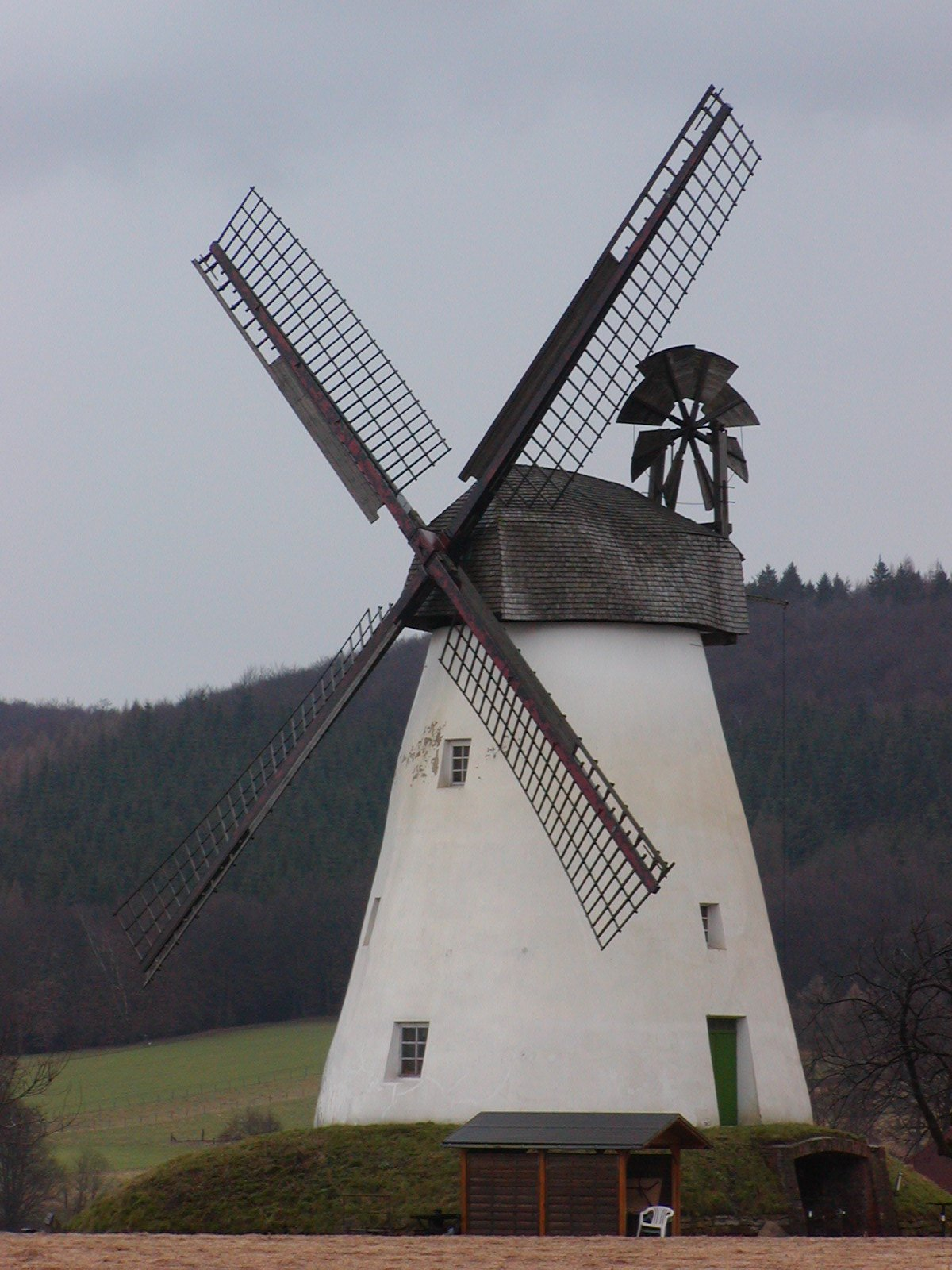
Mühle Struckhof

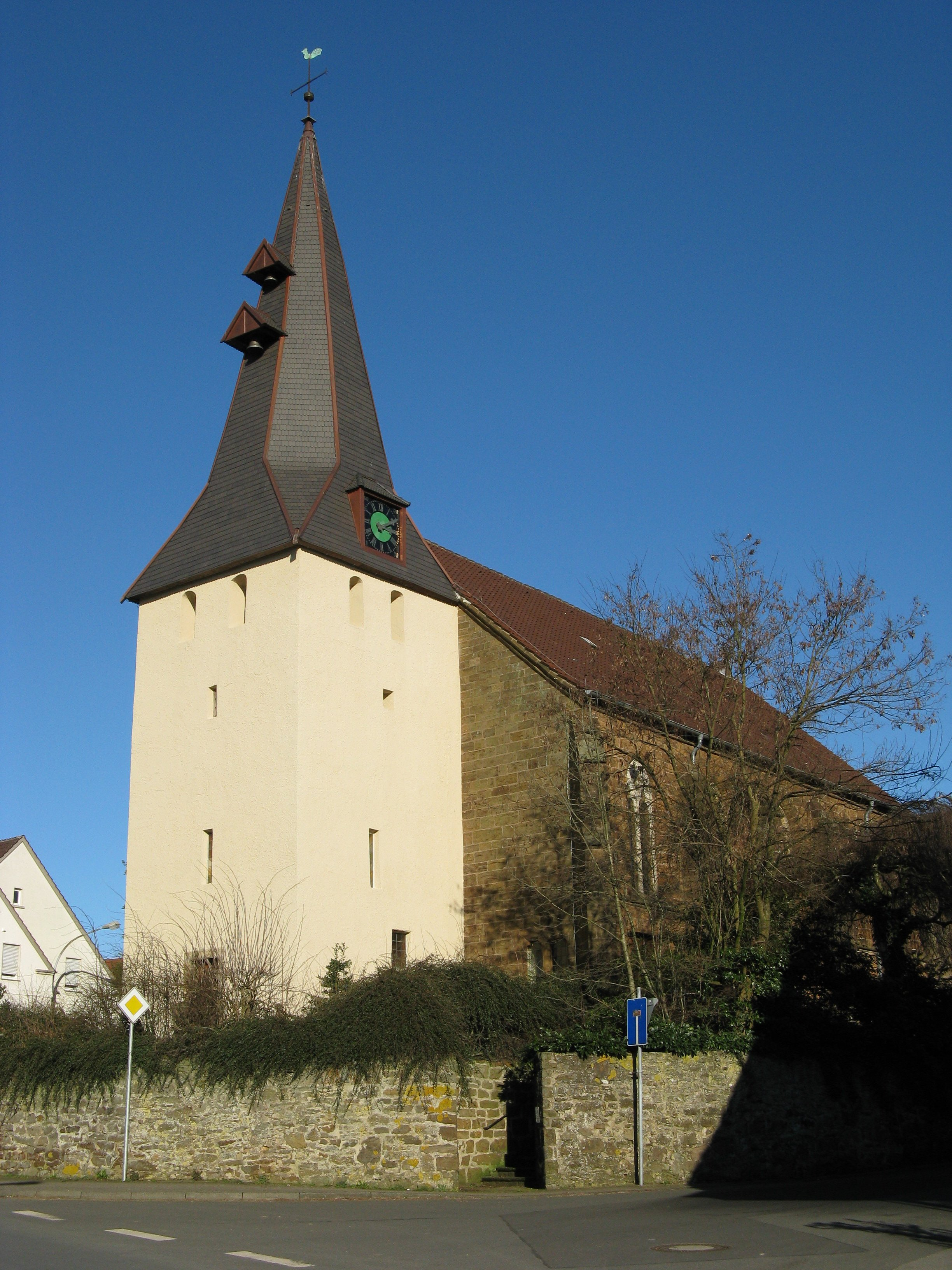
Kirche in Hüllhorst

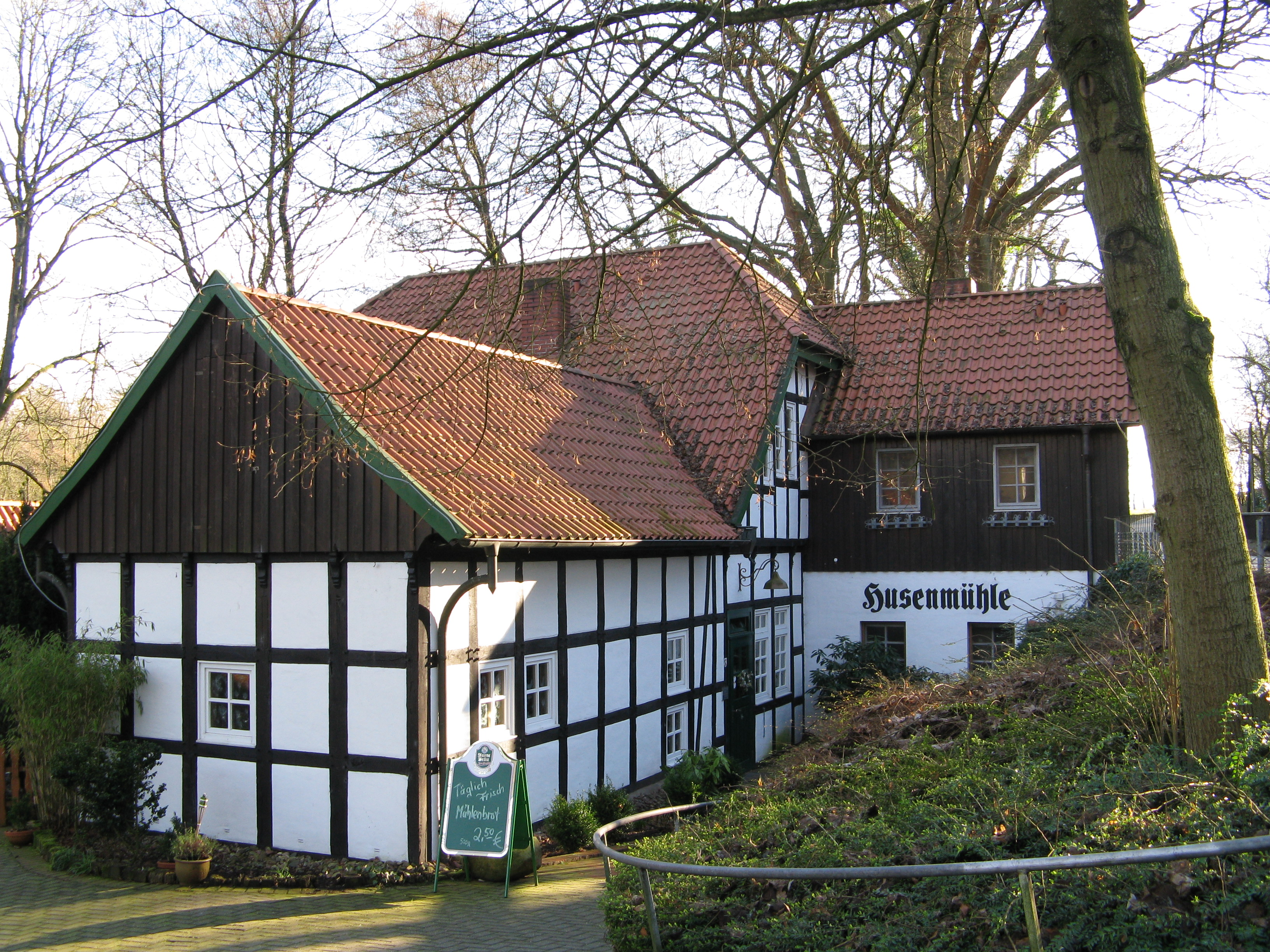
Husenmühle

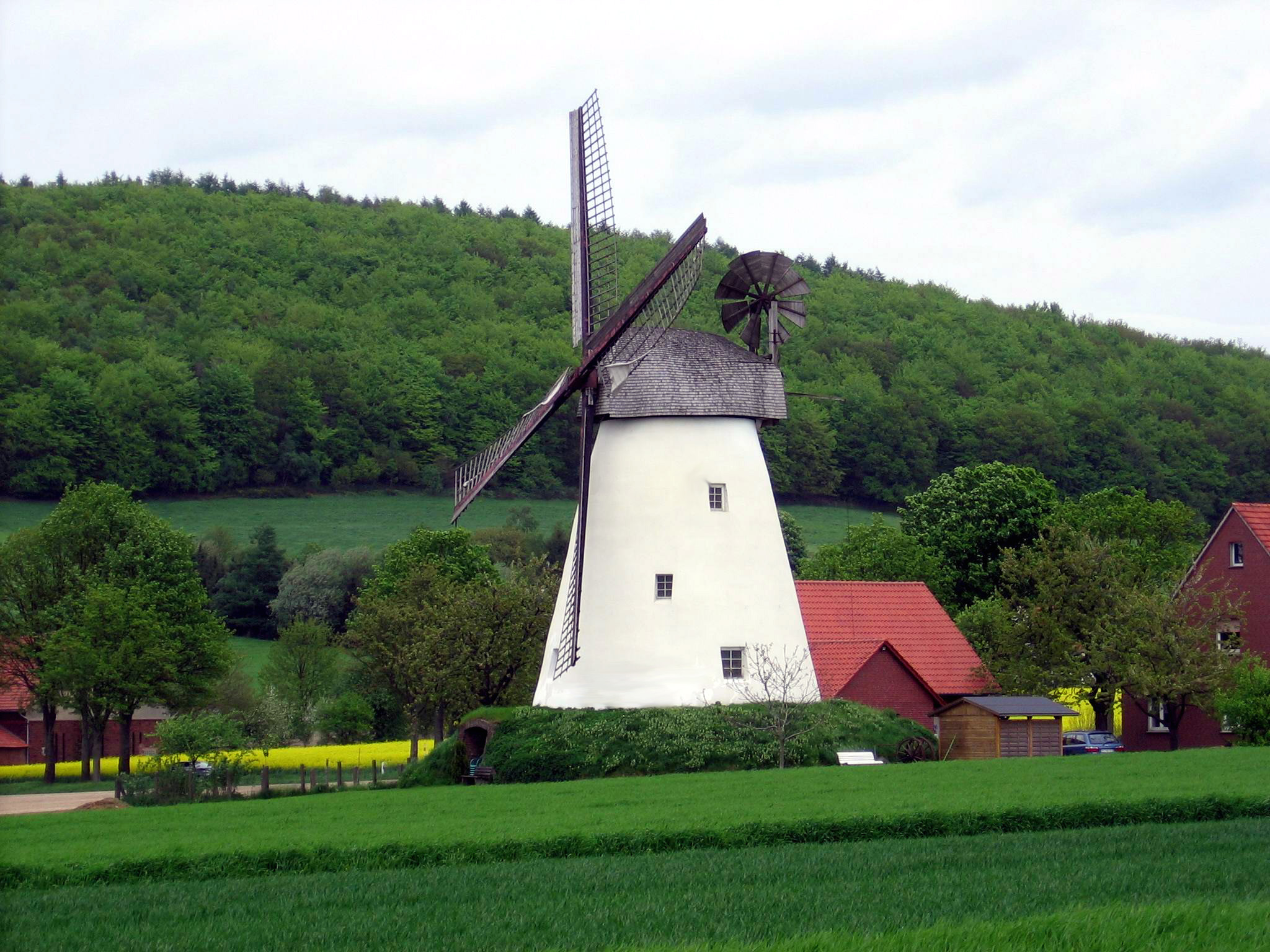
Windmühle Struckhof

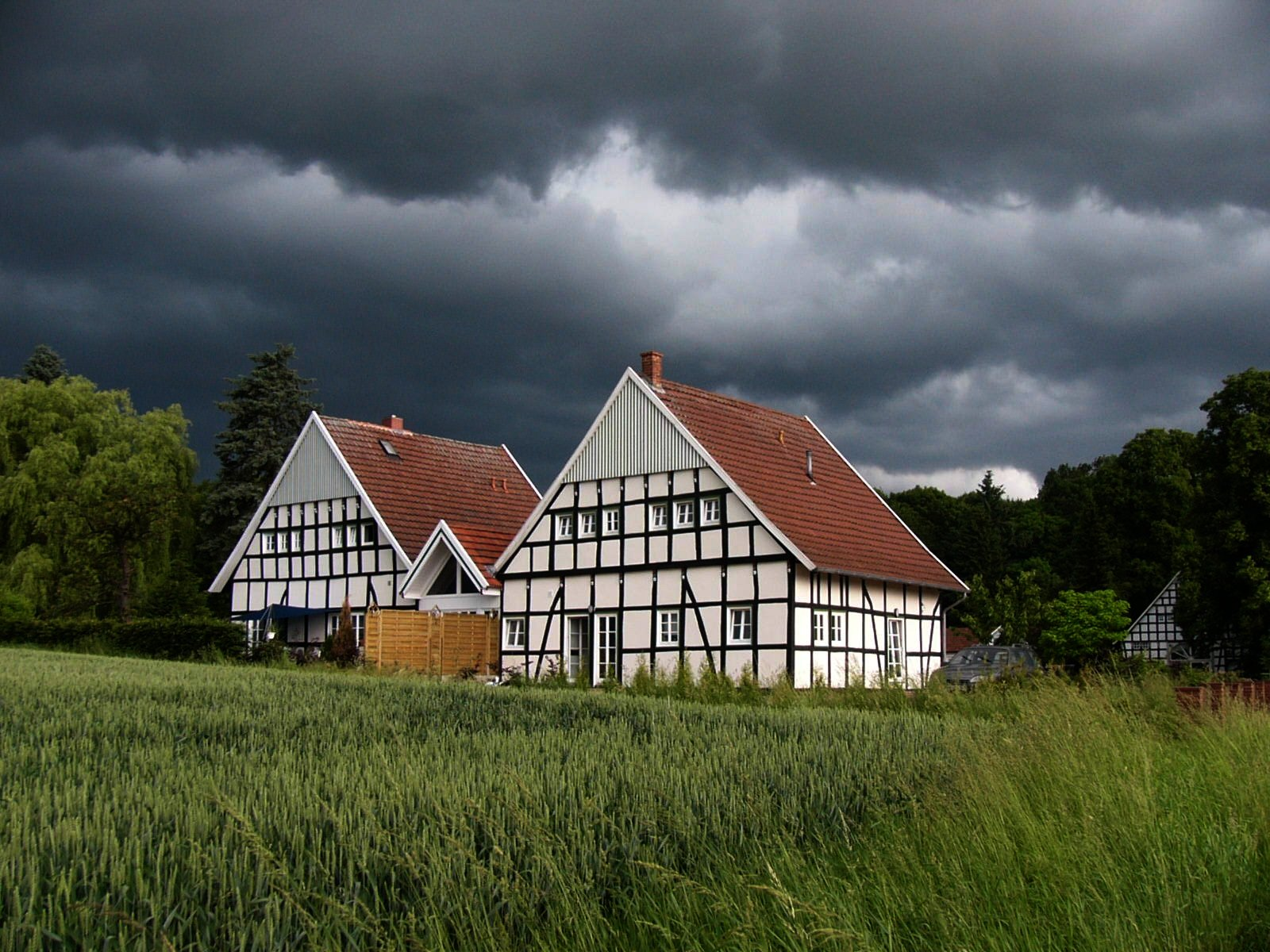
Zwei Kotten bei Huchzen

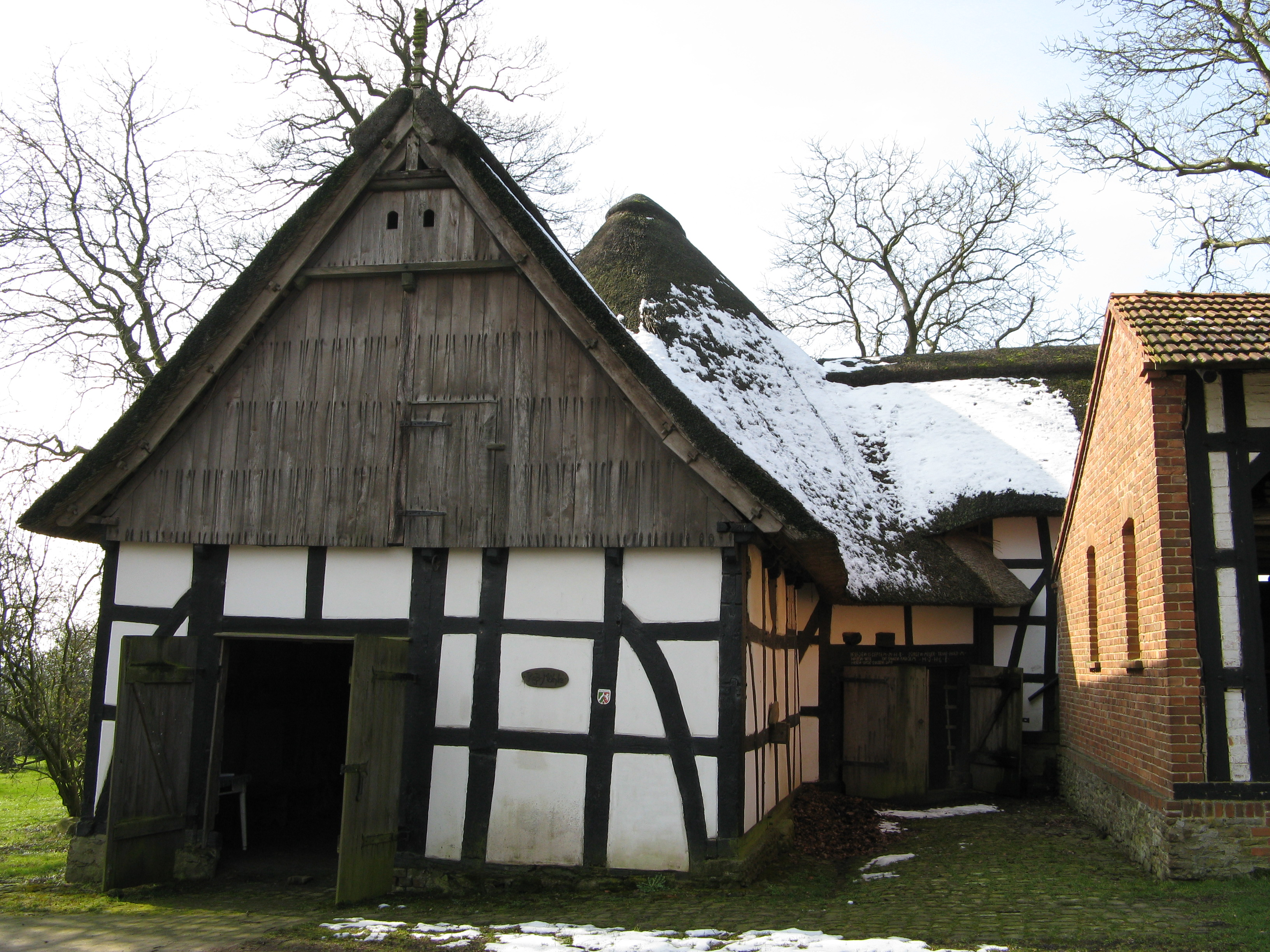
Die Rossmühle bei Oberbauerschaft

### Theater
Es gibt zwei Theatervereinigungen im Gemeindegebiet. Die Freilichtbühne Kahle Wart auf dem Berg Kahlewart (286 m) in der Ortschaft Oberbauerschaft zeigt vornehmlich Theaterstücke auf Plattdeutsch und die Kreativgruppe „Hereinspaziert“ des CVJM Hüllhorst führt jährlich Musicals und Theaterstücke auf.

### Museen
Das 1910 gegründete Heimatmuseum Hüllhorst zeigt die Geschichte der Gemeinde Hüllhorst sowie archäologische Funde aus dem Gemeindegebiet. Die 1989 als private Sammlung eingerichtete Ausstellung des Heimatmuseums Oberbauerschaft zeigt Exponate aus der Ortschaft Oberbauerschaft. Dazu gehören u. a. Hausrat, bäuerliche Trachten sowie Bilder und Dokumente zur Ortsgeschichte. Schließlich zeigt das 1997 eröffnete Spielzeugmuseum Schnathorst auf 90 m² etwa 500 Puppen, Puppenstuben und Zubehör sowie über 1200 Autos, Blechspielzeug, Dampfmaschinen und Eisenbahnen, Bilderbücher und Spiele aus der Zeit von 1830 bis 1975.

### Musik
In der Gemeinde Hüllhorst sind die folgenden Chöre und Musikgruppen aktiv:
- Gemischter Chor: Cantiamo Hüllhorst (Pop-Chor)
- Gemischter Chor: Joyful Gospels Schnathorst (Gospel-Chor)
- Gemischter Chor: Chorios Ahlsen-Reineberg
- Gemischter Chor: Shanty-Chor Ahlsen-Reineberg
- Gemischter Chor: Gemischter Chor Oberbauerschaft
- Gemischter Chor: Kirchenchor Oberbauerschaft
- Frauen-Chor: Kirchenchor Schnathorst
- Dorfkapelle Oberbauerschaft (Blasorchester)
- Posaunenchor Hüllhorst
- Posaunenchor Schnathorst
- Posaunenchor Tengern
- Posaunenchor Oberbauerschaft
- Driftwood Ahlsen-Reineberg (Musikgruppe)
- Klock Dree (Musikgruppe)
- Charly´s Leute (Musikgruppe)

### Bauwerke

#### Mühlen
In der Gemeinde Hüllhorst gibt es als einziger Gemeinde im Mühlenkreis Minden-Lübbecke alle Arten von Naturkraftmühlen (Wind, Wasser, Tiere/Rösser).
- Die Husenmühle im Nachtigallental: Bereits 1646 wurde diese Wassermühle erwähnt. Eigentümer war über lange Jahre die Familie von Schloen, deren Stammsitz das Gut Husen war. Bis 1962 wurde die in dem aus dem 19. Jahrhundert stammenden Mühlengebäude befindliche Mühle betrieben. Sie besitzt ein oberschlächtiges Wasserrad mit einem Durchmesser von vier Metern, das vom Wasser des Lusbaches angetrieben wird. Nach der Einstellung des Mühlenbetriebes verfiel das Gebäude. Der neue Eigentümer errichtete das Gebäude auf den gut erhaltenen Grundmauern originalgetreu und erneuerte auch die Mühleneinrichtung.
- Windmühle Struckhof im Ortsteil Schnathorst: Der Wall-Holländer wurde 1883 errichtet. Die Mühle wurde erst 1987 in das Mühlenerhaltungsprogramm aufgenommen.
- Die Rossmühle im Ortsteil Oberbauerschaft ist einzige Mühle dieser Art im Mühlenkreis Minden-Lübbecke. Die Rossmühle wurde 1797 erbaut. Wegen ihrer Größe, Ausstattung und der erhaltenen Originalsubstanz ist diese Mühle ein über die Grenze Westfalens hinaus einzigartiges technisches Kulturdenkmal. Die Mühle wurde auf der Hofanlage Meyer zu Kniedorf errichtet. Auch die anderen Gebäude der Hofanlage sind Zeuge einer langen Hofentwicklung.

#### Kirchen
- Die Andreaskirche in Hüllhorst, erbaut 1870–1871. Der Turm der alten Kirche blieb erhalten, diese wurde um 1310 von Stacius von Tribben gestiftet.
- Die Kirche in Schnathorst, erbaut 1901/02. Sie ist die größte Dorfkirche des Altkreises Lübbecke.
- Die Kirche in Oberbauerschaft

Zur Gemeinde gehören folglich die Kirchengemeinden Hüllhorst, Schnathorst und Oberbauerschaft. Die Kirchengemeinde Oberbauerschaft umfasst lediglich den Ortsteil Oberbauerschaft selbst. Zur Kirchengemeinde Hüllhorst gehören neben dem Ortsteil Hüllhorst noch Büttendorf und Ahlsen-Reineberg. Zur Kirchengemeinde Schnathorst gehören neben Schnathorst noch Tengern, Holsen und Bröderhausen.

### Naturschutzgebiete
Das einzige Naturschutzgebiet der Gemeinde ist das Benkhöfer Bruch. Es ist mit 8,8 ha Fläche relativ klein, wurde 1993 ausgewiesen und liegt am Mühlenbach bei Büttendorf. Den Kernbereich stellt ein durch Tonabgrabung entstandenes Stillgewässer mit bruch- und auwaldartigen Vegetationsbeständen am Mühlenbach dar. Im Umfeld werden ferner feuchte Grünlandflächen geschützt. In diesem Biotop befinden sich zahlreiche Amphibien- und Libellenarten sowie Röhrichte und Seggenriede. Damit sind nur relativ kleine Teile des Gemeindegebiets geschützt. Ferner hat die Gemeinde im Norden Anteil am Natur- und Geopark TERRA.vita (ehemals: Naturpark Nördlicher Teutoburger Wald-Wiehengebirge).

### Naturdenkmäler
In der Gemeinde sind 16 Einzelbäume und Baumgruppen als Naturdenkmale ausgewiesen.

### Sport
Die HSG Hüllhorst (Handballsport-Gemeinschaft) hat die größte Jugendabteilung im Kreis Minden-Lübbecke. Die 1. Herrenmannschaft und die 1. Damenmannschaft der HSG spielen in der Verbandsliga. Weitere Vereine sind der TuS Tengern (1. Mannschaft spielt in der Fußball-Landesliga), der SV Hüllhorst-Oberbauerschaft, der SV Schnathorst, SV Blau-Weiß Oberbauerschaft und der Holsener Sportverein. Tennisclubs sind in Schnathorst und Tengern beheimatet.

### Regelmäßige Veranstaltungen
Seit 1933 findet das Heimat- und Erntefest in Oberbauerschaft statt, alle fünf Jahre wird ein Festumzug durchgeführt. Die Maifeier Tengern mit Festumzug findet seit 1950 jährlich am 1. Mai statt. Am ersten Advent gab es seit 1983 die Bunte Adventstraße Hüllhorst. Diese wurde im Jahr 2015 eingestellt. Erwähnenswert ist noch das Sängerfest in Hüllhorst. Bis Anfang der 1990er Jahre fand in Schnathorst der Schnathorster Markt, eine Kirmes, statt.

## Wirtschaft und Infrastruktur

### Verkehr

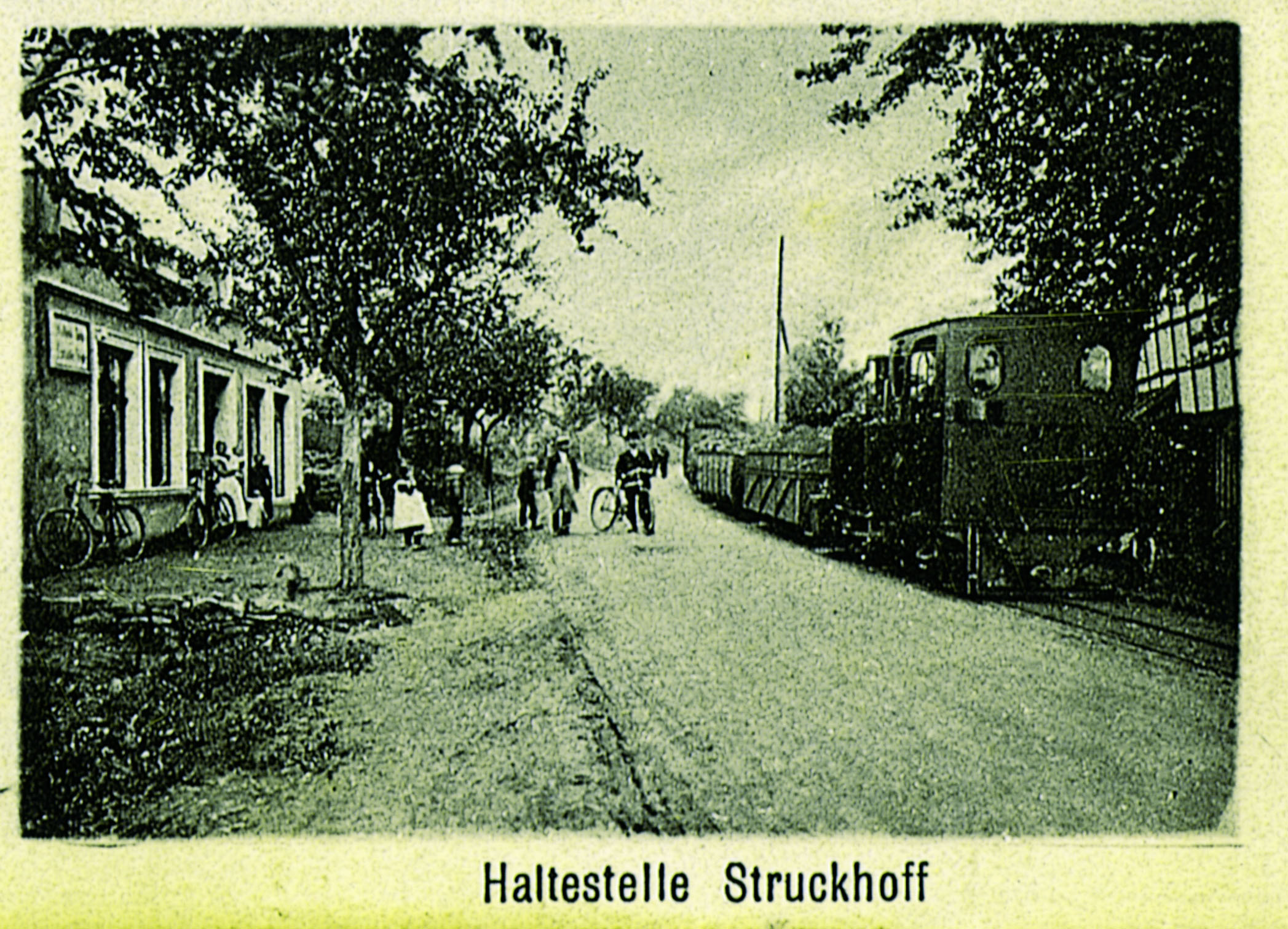
Haltestelle der aufgelassenen Wallückebahn in Schnathorst

Heute besitzt die Gemeinde Hüllhorst keinen Anschluss mehr an das Schienennetz. Früher gab es eine Schmalspurbahn (Wallückebahn) von Kirchlengern über Hüllhorst-Tengern und Hüllhorst-Schnathorst nach Hille. Diese Schmalspurbahn ist in den 1930er Jahren mangels Wirtschaftlichkeit stillgelegt und danach komplett abgebaut worden.
Die Bundesstraße 239 führt am westlichen Rand an Hüllhorst in Nord-Süd-Richtung vorbei. Ab Hüllhorst fahren Regionalbusse nach Löhne, Bad Oeynhausen und Lübbecke. Ein Anrufbus verbindet die einzelnen Ortsteile miteinander. Hüllhorst gehört zum Tarifverbund Westfalentarif.

### Medien
In Hüllhorst sind die Neue Westfälische und das Westfalenblatt als Regionalzeitungen mit Lokalteilen für Hüllhorst vertreten. Das Lokalradio für den Kreis Minden-Lübbecke ist Radio Westfalica.

### Öffentliche Einrichtungen

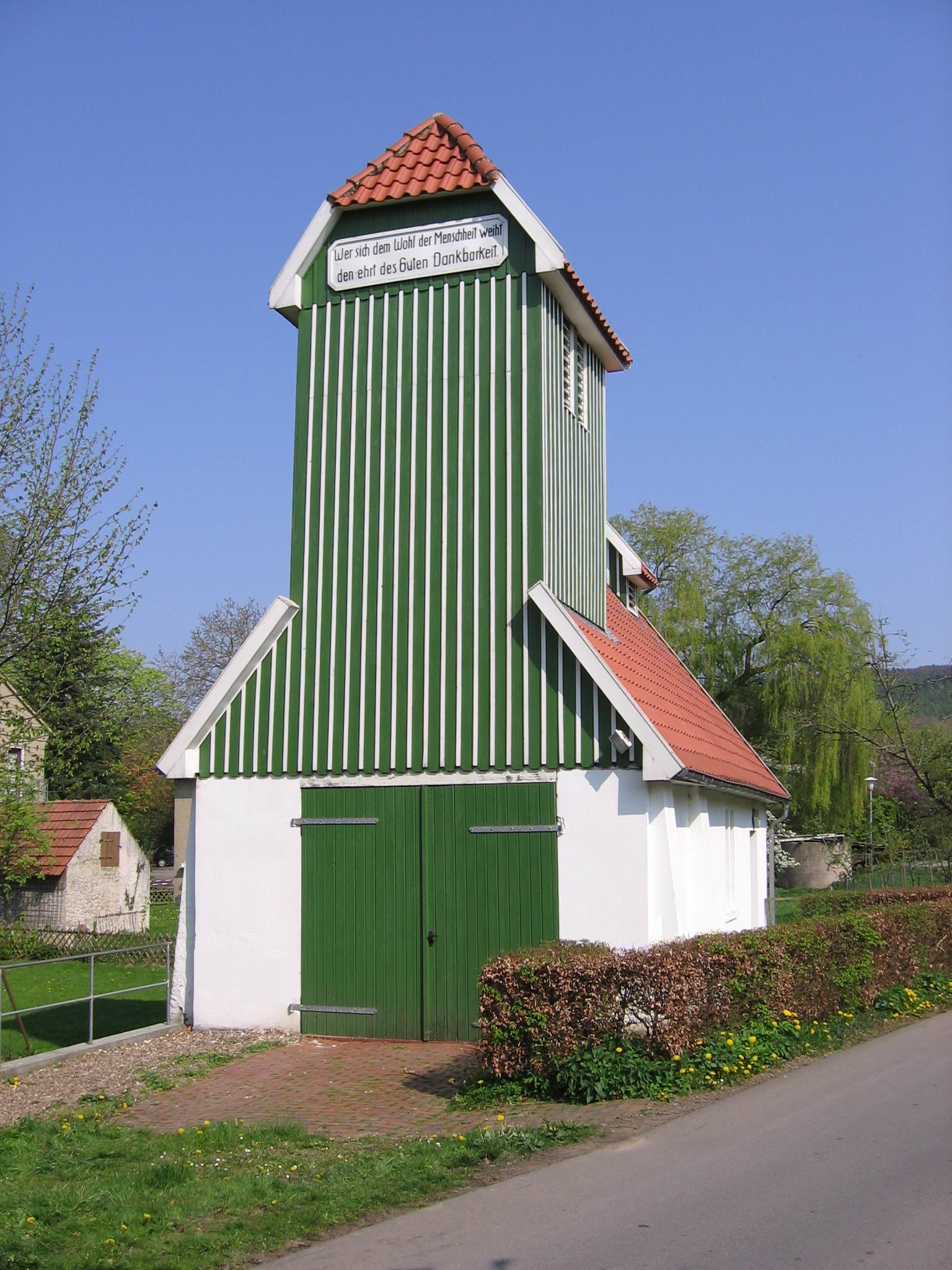
Altes Feuerwehrhaus in Schnathorst

Die Freiwillige Feuerwehr der Gemeinde hat rund 130 aktive Mitgliedern und gliedert sich in die Löschgruppen Tengern, Hüllhorst, Oberbauerschaft, Holsen, Schnathorst und Bröderhausen. Insgesamt verfügen die Löschgruppen über 17 Fahrzeuge.
Die Gemeinde verfügt über vier Dorfgemeinschaftshäuser, davon je eines in Oberbauerschaft, Bröderhausen, Holsen und Schnathorst. In Holsen und Bröderhausen sind die Feuerwehrhäuser im gleichen Gebäudekomplex.
Die Mensa, die Cafeteria und die Aula (die sogenannte „Ilex-Halle“) der örtlichen Gesamtschule kann für Geselligkeits- und Informationsveranstaltungen genutzt werden.
Der Abfall der Gemeinde Hüllhorst wird gemäß Abfallgesetz der Bundesrepublik Deutschland im Entsorgungszentrum Pohlsche Heide entsorgt.

### Bildung
Die Gemeinde bietet fünf Grundschulen (in Ahlsen, Büttendorf, Oberbauerschaft, Schnathorst und Tengern) und eine Gesamtschule in Hüllhorst an. Für weitergehende Angebote müssen Nachbargemeinden genutzt werden.
Im Jahr 2007 wurden an den Hüllhorster Schulen mit 126 Lehrkräften insgesamt 1.868 Schüler unterrichtet, davon 34,5 % an den Grundschulen und 65,5 % an der Gesamtschule.
Außerdem gibt es eine Jugendmusikschule im Ortsteil Holsen, Hüllhorst ist zudem Mitglied des Zweckverbandes Volkshochschule Lübbecker Land.

### Ansässige Unternehmen
Im Juni 2004 waren in Hüllhorst rund 2.700 Bürger sozialversicherungspflichtig beschäftigt. Größter Arbeitgeber ist der Computerhersteller Wortmann AG mit rund 650 Mitarbeitern.
Der tonige Boden dient im Gemeindegebiet als Ziegelrohstoff und das Unternehmen Meyer-Holsen produziert bereits seit 145 Jahren Dachziegel aus dem örtlichen Schieferton.
Die Deutsche Wurlitzer GmbH hatte ihren Sitz in Hüllhorst. Das Unternehmen fertigte lange Jahre Jukeboxen und Verkaufsautomaten. Nach Einstellung der Produktion stand das Gebäude leer. Heute ist dort eine Möbelproduktion ansässig.
Im Dezember 2010 feierte die Kröning GmbH & Co., Firmensitz im Ortsteil Tengern, ihr 30-jähriges Bestehen. Der Hersteller von Oberflächen für die Möbelindustrie (Melaminharzkanten und Ummantelungsfolien auf der Basis von Spezialpapieren) ist Teil der börsennotierten Surteco SE und beschäftigt ca. 60 Mitarbeiter.
Die Jeans Fritz Handelsgesellschaft für Mode mbH hat ihren Hauptsitz in Hüllhorst.

## Persönlichkeiten

### Söhne und Töchter der Stadt
- Friedrich Eberhard Gieseler (1839–1921), Physiker und Maschinenbauingenieur
- Friedrich Homann (1891–1937), Politiker (NSDAP), geboren im Ortsteil Bröderhausen
- Karl-Hermann Meyer zum Büschenfelde (1929–2019), deutscher Arzt und Professor
- Willi Hoffmeister (1933–2021), Friedensaktivist und Gewerkschaftler
- Siegbert Wortmann (* 1955), deutscher Computerpionier und Unternehmer

### Persönlichkeiten, die mit der Gemeinde in Verbindung stehen
- Johann Heinrich Volkening (1796–1877), Theologe, war Pfarrer in Schnathorst
- Johannes Kuhlo (1856–1941), Kirchenmusiker, wurde in Hüllhorst ordiniert

### Sonstiges
Hüllhorst bezeichnet sich als Ilex-Stadt nach der Europäischen Stechpalme (Hülse, Hulstbaum), auf die vermutlich der Name zurückgeht. Ein Ilex-Blatt ist offizielles Kennzeichen und findet sich überall im Stadtbild. Neben der Ilex-Halle gibt es auch ein Jugendcafé Ilex, ein privates Ilex-Haus und weitere Beispiele.